# Teo Torriatte (Let Us Cling Together)
Singles de Queen
Tie Your Mother Down
(1976) Good Old-Fashioned Lover Boy
(1977)
Teo Torriatte (Let Us Cling Together) (手をとりあって, Te o Toriatte) est une chanson du groupe de rock britannique Queen, sortie en single en 1977 uniquement au Japon. Il s'agit du troisième extrait de l'album A Day At The Races, sorti en 1976. Écrite par le guitariste Brian May, cette chanson clôture l'album. 
La chanson contient deux refrains chantés entièrement en japonais, et un single, exclusivement vendu au Japon, a atteint la 49e place des classements japonais.

## Historique
Brian May a inclus dans cette chanson d'amour des paroles en japonais, traduction de la partie du refrain en anglais, afin de remercier de leur accueil les fans japonais du groupe lors de sa précédente tournée.